# Império do Espírito Santo das Dores

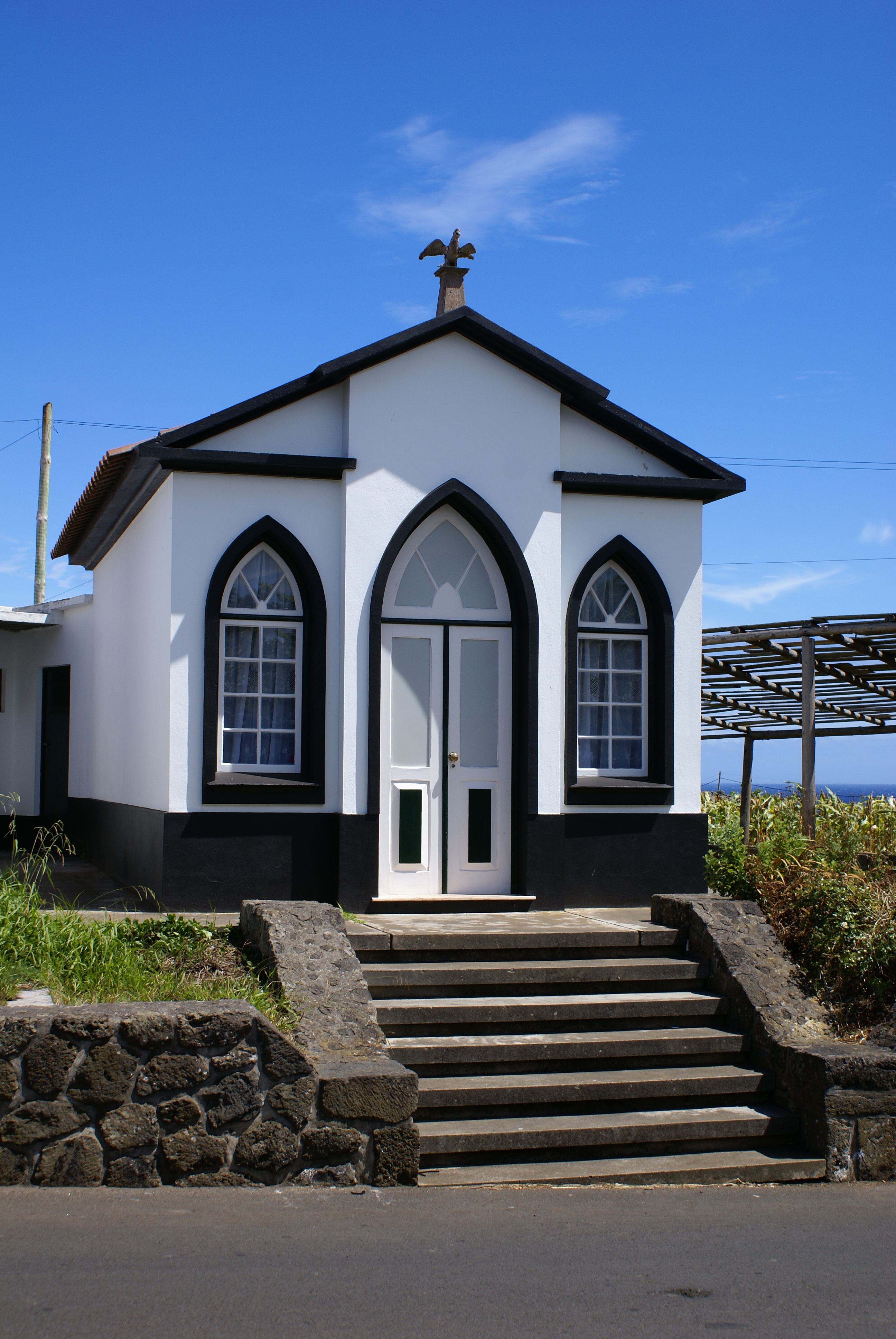
Império do Espírito Santo das Dores, fachada.

O Império do Espírito Santo das Dores é um Império do Espírito Santo português que se localiza na aldeia das Dores, concelho de Santa Cruz da Graciosa, ilha Graciosa, arquipélago dos Açores.